# Encoprésie
 Mise en garde médicale
Ne doit pas être confondu avec Énurésie nocturne.
L’encoprésie est une forme d'incontinence fécale. Elle peut être présente chez un enfant de plus de quatre ans ou chez l'adulte. La manifestation principale est la perte involontaire de matière fécale. Les causes et origines peuvent être physiologiques ou psychologiques.

## Critères diagnostiques
Selon le manuel diagnostique et statistique des troubles mentaux (DSM-IV), les critères diagnostiques de l’encoprésie incluent :
1. émissions fécales répétées dans des endroits inappropriés, qu’elles soient involontaires ou délibérées ;
2. le comportement survient au moins une fois par mois pendant au moins trois mois ;
3. l’enfant a un âge chronologique d’au moins quatre ans (ou un niveau de développement équivalent) ;
4. le comportement n’est pas dû exclusivement aux effets physiologiques directs d’une substance ni à une affection médicale générale, si ce n’est par un mécanisme entraînant une constipation.

Le DSM-IV reconnait deux sous-types : avec constipation et incontinence par débordement, et sans constipation et incontinence par débordement.
Il est suggéré d'avoir recours à la radiographie ou à l'échographie pour diagnostiquer la présence de fécalome afin de prescrire le traitement approprié.

## Description
Après le processus d'entraînement à la propreté, l'enfant devrait normalement avoir le contrôle des sphincters. Les pertes de selles peuvent être nocturnes ou diurnes, parfois les deux.
L'encoprésie chez l'enfant peut être mis en relation avec le fait de gérer l'agressivité. Certains enfants encoprétiques sont anxieux,, présentent une faible tolérance à la frustration et une agressivité immature, impulsive, excessive ou contrôlée à l'excès. Ils peuvent être très dépendants de leur mère. Ils peuvent aussi présenter une sensibilité accrue à la compulsion et peuvent avoir beaucoup de mal à élaborer leurs pensées. 
Le terme encoprésie peut aussi s'appliquer à une personne qui ne contrôle plus ses envies de déféquer à la suite de la formation d’un fécalome. Les muscles lisses nécessaires à l’expulsion des selles deviennent atrophiés et distendus. De plus, le système nerveux est temporairement paralysé (engourdi) au niveau du rectum, ce qui a pour effet de rendre la personne insensible aux signaux à la fin du transit intestinal. Dans ces conditions, l’enfant ne se rend compte de la défécation que lorsqu’elle s’est produite. Dans le cas où l’encoprésie provoque des souillures fréquentes, l’enfant devient conditionné et ne sent plus sa propre odeur.
Les causes de l’encoprésie sont difficilement identifiables. Les traitements efficaces sont mal répandus[réf. à confirmer]. Dans certains cas, il peut être favorable de mettre l'emphase en premier lieu sur la réhabilitation des fonctions intestinales par une approche physiologique, puis de supporter par une démarche psychologique si nécessaire, afin d’aider à rétablir un équilibre comportemental. Un enfant ne peut réapprendre à utiliser un rectum désensibilisé sans tout d’abord avoir rétabli les fonctions sensorielles et musculaires qui régissent son bon fonctionnement.
Plus fréquemment chez les filles, l’encoprésie peut provoquer l’énurésie ainsi que des infections du système urinaire. Un fait notable est de constater que l’enfant se portera mieux sur le plan psychologique si les parents/tuteurs acceptent de ne pas juger l’enfant comme étant responsable de sa situation, mais plutôt de convenir qu’il est tout d’abord affligé d’un problème de santé.

## Traitements
Certaines études réalisées par des médecins spécialisés — médecins rééducateurs, gastro-entérologues et pédiatres —, notamment en Australie, en Belgique, aux Pays-Bas et récemment en France laissent supposer que la stimulation électrique du nerf tibial postérieur (neurostimulation NTP) peut parfois être une solution aux problèmes d'encoprésie avec ou sans incontinence urinaire.